# ProSiebenSat.1 Media

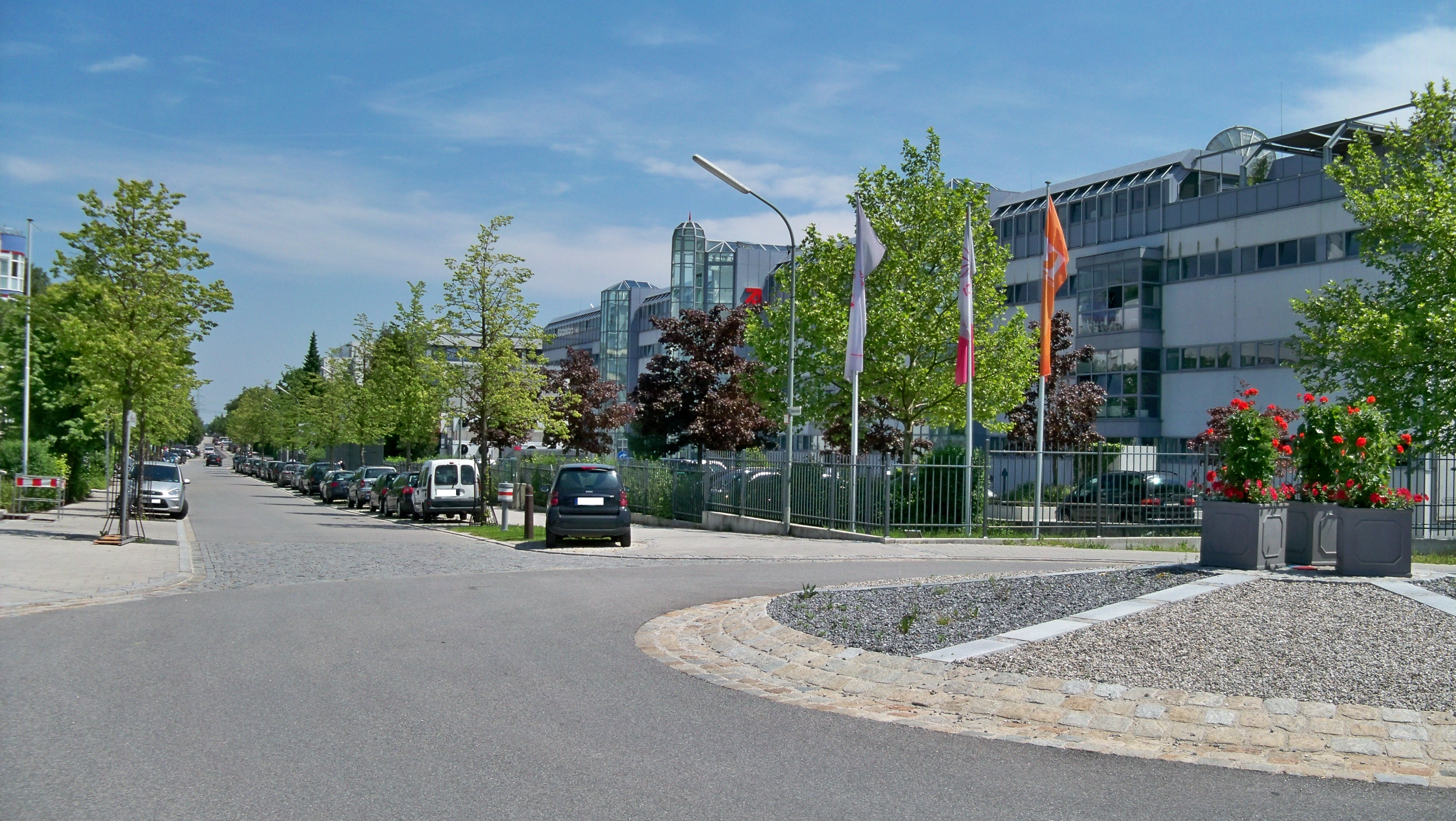
Les locaux de l'entreprise à Unterföhring

ProSiebenSat.1 Media SE (officiellement reconnu sous l’abréviation P7S1, et jusqu’au 7 juillet 2015 connu sous le nom ProSiebenSat. 1 Media AG) est un groupe de médias allemand dont le siège se trouve dans la commune d’Unterföhring près de Munich. Le groupe possède à la fois des chaînes de télévision allemandes gratuites (ProSieben, SAT.1, Kabel eins, Sat.1 Gold, ProSieben Maxx et Sixx), des chaînes payantes, des stations de radio ainsi que différents sites internet.

## Histoire
À la fin de l’année 1999, KirchMedia (en) GmbH & Co. KGaA devient l’actionnaire majoritaire de ProSieben Media AG ainsi que de Sat.1 GmbH, qui lui appartient aussi, pour présenter un plan de fusion le 28 juin 2000. Le 2 octobre 2000, la chaîne de télévision allemande ProSieben Media AG (fondée le 1er janvier 1989) fusionne avec Sat.1 SatellitenFernsehen GmbH (fondée aussi un jour de l’An, 1984) afin de créer le plus important groupe de chaînes de télévision (SAT.1, ProSieben, kabel eins and N24) en Allemagne.
Le 13 octobre 2000, les actions ProSieben Media AG sont négociées sous leur nouveau nom ProSiebenSat. 1 Media AG à la Bourse de Francfort. Urs Rohner (de), le président de ProSieben devient alors le président du groupe ProSiebenSat. 1 Media AG.

### Faillite du groupe Kirch et reprise par Haim Saban
En 2002, une fusion avec le groupe KirchMedia GmbH est envisagée, mais échoue à cause de l’insolvabilité de ce même groupe. Juste après quoi l’action de ProSiebenSat.1 a chuté. En 2003, P7S1 Holding, une filiale de 25 % du Saban Capital Group créée par Haim Saban et d’autres investisseurs devient l’actionnaire principal de l’Assemblée Générale, et obtient plus de 88 % des votes. Saban a repris le groupe de chaînes de télévision pour un montant de 500 millions d'euros. Les 12 % restants appartiennent à la société Axel Springer AG. 
Après la prise de contrôle par la holding P7S1, des mesures de restructuration et une réorganisation des chaînes de télévision ont été entreprises. En outre, certaines émissions de télévision ont été annulées.
En ciblant la tranche d’âge de 14 à 49 ans avec ses chaînes de télévision, l’entreprise atteint une part de marché de plus de 30 % et un gain de 1,8 million d’euros en 2002 ainsi qu’un bénéfice avant intérêts et impôts de 21 millions d’euros en comptant plus de trois mille employés.
Après que l’actuel président Urs Rohner a quitté l'entreprise le 30 avril 2004, il a été remplacé par le Belge Guillaume de Posch (de).
En 2005, la maison d’édition Axel Springer propose trois milliards d'euros pour le rachat complet de ProSiebenSat.1 Media AG. Cette vente n’a pas été approuvée par l'autorité allemande de la concurrence (Bundeskartellamt) et de la Commission d’enquête sur la concentration des médias (KEK : Kommission zur Ermittlung der Konzentration im Medienbereich), de sorte que Springer s’est finalement rétracté le 31 janvier 2006.

### Reprise par Permira et KKR
Les capitaux propres de German Media Partners (GMP) par Haim Saban ont été rachetés pour environ 3 milliards de dollars, le 14 décembre 2006 par les sociétés d’investissements Permira et Kohlberg Kravis Roberts (KKR). En collaboration avec le groupe SBS Broadcasting Europe situé au Luxembourg et détenant 19 chaînes de télévision privées, 20 chaînes de télévision payantes et des stations de radio, un groupe de médias européen vient d’être créé. 
50,5 % des actions ont obtenu 88 % des droits de vote. Le reste - 49,5 % - des actions sont cotées à la bourse en Free Float (flottant).
À l'été 2007, ProSiebenSat.1 s’approprie 100 % de SBS pour 3,3 milliards d'euros et est ainsi devenu le deuxième plus grand groupe de radiotélévision en Europe avec des revenus annuels de 3,1 milliards d'euros. Le 16 juillet 2007, l’entreprise annonce la suppression sur deux ans de 180 emplois, dont 100 à Berlin et 80 à Munich. 
Le 10 décembre 2007, le groupe Axel Springer AG a annoncé se retirer complètement de ProSiebenSat.1 et revend ses parts constituées de 12 % d’actions ordinaires et d’actions privilégiées à Permira et KKR pour 509 millions d'euros. L’opération est finalement conclue le 16 janvier 2008. En conséquence, Lavena holding 5 GmbH qui a été contrôlée conjointement par Permira et KKR a obtenu 5 % des actions ordinaires, ainsi que 25 % des actions privilégiées. 
Dès la reprise de SBS par ProSiebenSat.1 à l'été 2007, Permira et KKR offre à Telegraaf Media Groep (en) (TMG), l’autre propriétaire, 12 % des actions ordinaires si elle renonce à son droit de préemption. En juin 2008, TMG annonce la possibilité de rejoindre ProSiebenSat.1 sans son droit de préemption et c’est en août de la même année que le marché est conclu.
Fin de 2008, Guillaume de Posch quitte la société à sa propre demande. Le 1er mars 2009, Thomas Ebeling (de) devient le PDG de l’entreprise.
En octobre 2009, le groupe de chaînes de télévision enregistre une dette de plus de 3,4 milliards d’euros et ne paye que les impôts de ses emprunts. Le groupe réalise des économies en diminuant les dépenses de ses programmes.
Le 12 janvier 2011, Permira et KKR annoncent la vente de 8 millions d'actions sans droit de vote. Cela correspond à 3,7 % du capital-actions. Après constitution du livre d’ordres accéléré (en) (selon leurs propres informations) les investisseurs détiendront 53 % du capital-actions.
Le 20 avril 2011 ProSiebenSat.1 décide de vendre ses chaînes de télévision en Belgique et aux Pays-Bas pour la somme de 1,225 milliard d’euros à un consortium de médias internationaux dirigé par le groupe finlandais Sanoma. La vente est conclue le 28 juillet 2011.
Le 14 décembre 2012, ProSiebenSat.1 Media AG annonce la vente de l'ensemble de son portefeuille en Scandinavie au groupe américain Discovery Communications. Les sociétés de production n’étant pas incluses dans la transaction, elles sont regroupées dans le groupe Red Arrow Entertainment (de). Les bénéfices ont ainsi servi à rembourser 500 millions de dette et ont aussi permis d’augmenter les dividendes d’environ 5,60 euros par action (total de 1,2 milliard d’euros). Par ailleurs, ProSiebenSat.1 Media AG a réorganisé son plan d’actionnariat de sorte que toutes les actions achetées sur le marché boursier pourraient être échangées.
À la mi février 2013, les investisseurs de Permira et KKR ont commencé à vendre toutes les actions privilégiées à Lavena Holding 1, équivalentes à 18 %. Le paquet d'actions a été vendu à la Bourse de Francfort pour près de 485 millions d'euros (24,60 euros par action). À la suite de la vente, toutes les actions privilégiées ou la moitié du capital-actions sont maintenant en free float.
En décembre 2012, la vente de la société scandinave est annoncée et celle-ci est conclue le 9 avril 2013 pour une valeur de 1,325 milliard d'euros.

### Sortie de Permira et KKR
Le 23 juillet 2013, l'actionnaire de ProSiebenSat.1 Media AG a décidé lors de l'assemblée générale annuelle de combiner les actions privilégiées et les actions ordinaires de Permira et KKR. De cette façon, seuls les actions avec droit de vote peuvent être négociées à la Bourse de Francfort. Étant donné que le capital est composé de 50 % d’actions ordinaires et 50 % d’actions privilégiées, Permira et KKR n’ont pas obtenu la majorité avec seulement 44 % d’actions ordinaires. Les investisseurs en capital ont également décidé avec le Telegraaf Media Groep de vendre leur part en versements à la bourse.
Le 19 août 2013, ProSiebenSat.1 Media AG a terminé son lancement en bourse, de sorte que les futures actions ordinaires sont listés dans le MDAX et a ainsi doublé la valeur du marché. 
Les 4 et 6 septembre, Lavenda Holding et Telegraaf Media Groep vendent 17 % de leurs actions à des investisseurs institutionnels. Par conséquent, la part des actions détenues par Permira et KKR diminue à 33 % et le Telegraaf Media Groep vend la totalité de ses actions et n'est donc plus actionnaire,.
À la fin de l'année 2013, ProSiebenSat.1 annonce la vente de ses parts en Europe de l’Est. Les chaînes de télévision hongroises sont rachetées par Management buy-out. En Roumanie, tous les chaînes de télévision et de radio, à l'exception de Prima TV, qui devait être acquise par l'homme d'affaires roumain Cristian Burci, sont rachetées par Antenna Group (en) (Grecque).
En mars 2014, ProSiebenSat.1 acquiert 20 % de Collective Digital Studio, une entreprise de production de contenu YouTube, pour un montant inconnu.
Les acquisitions ont été réalisées au cours du premier trimestre 2014. ProSiebenSat.1 acquiert Gretzer Partners en janvier 2014 pour élargir son implémentation mondiale de médias.
Le 17 janvier 2014, Permira et KKR vendent leurs dernières parts et ne sont par conséquent plus actionnaires.
Le 6 mars 2018, l’action ProSieben perd jusqu’à 9% après que Viceroy Research, fondé par le vendeur à découvert britannique Fraser Perring, ait remis en question les pratiques comptables de l'entreprise et dit qu’elle valait un quart de sa valeur actuelle. Le parquet de Munich annonce le 15 mars qu’il ouvre une enquête sur des soupçons de manipulation.

## Activités du groupe

### Télévision
Le groupe possède plusieurs chaînes de télévisions diffusées en Allemagne et en Europe :
| Allemagne                                                                                          | Autriche | Belgique            | Suisse                                                                   | Canada, États-Unis, France, Russie |
| Diffusion en clair                                                                                 | Diffusion en clair | Diffusion en clair  | Diffusion en clair                                                       | Diffusion en clair                 |
| -------------------------------------------------------------------------------------------------- | --- | ------------------- | ------------------------------------------------------------------------ | ---------------------------------- |
| - kabel eins - ProSieben - Sat.1 - Sixx - Sat.1 Gold - ProSieben Maxx                              | - kabel eins Österreich - ProSieben Österreich - Sat.1 Österreich - Sixx - Sat.1 Gold Österreich - ProSieben Maxx Austria - Puls 4 | - VIER - VIJF - ZES | - kabel eins Schweiz - ProSieben Schweiz - Sat.1 Schweiz - Sixx - Puls 8 |                                    |
| Télévision payante                                                                                 | |                     |                                                                          |                                    |
| - kabel eins classics (de) - Sat.1 emotions (de) - ProSieben Fun - Deutsches Wetter Fernsehen (de) | |                     |                                                                          | - ProSiebenSat.1 Welt (de)         |

Anciennes chaînes
- C More (Pays nordiques)
- N24
- 9Live
- Sat.1 Comedy, devenu Sat.1 Emotions (Allemagne)
- Sonnenklar.TV (Allemagne)
- TV2 (Hongrie)

### Divisions et filiales
ProSiebenSat.1 Media SE diversifie son activité dans les différents domaines suivants : audiovisuel allemand (émission et distribution de chaînes de télévision gratuites et payantes), Numérique & Équivalent (y compris VOD, commerce en ligne et entreprises) et la production et vente mondiale de contenu. Cela correspond à la propriété exclusive d’environ 100 filiales. Dans la plupart des cas, ces filiales exercent leurs activités exclusivement pour leur propre groupe de chaînes.
| Diffusion germanophone | Numérique & Équivalent | Production de contenus & Ventes mondiales |
| --- | --- | --- |
| L’activité principale du secteur audiovisuel allemand de ProSiebenSat.1 Media SE repose sur la télévision gratuite, financée par la publicité. En outre, sont aussi rattachés à ce champ d'activité la publicité et les programmes locaux en Autriche et Suisse ainsi que la Commercialisation et Production et le Service de production qui sont liés. | Sont regroupés dans la division Numérique et Équivalent toutes les activités numériques ainsi que le label Starwatch Entertainment. Cela comprend, entre autres, en plus de l’entreprise Ventures et les sites de vente en ligne, les sites de vidéo à la demande Maxdome et MyVideo. | La division « Production de contenus & Ventes mondiales » forme avec le groupe Red Arrow Entertainment l’ensemble de la production et de la distribution internationale de ProSiebenSat. 1 Media SE. Cela comprend non seulement la société Studio 71 ainsi que plus de 13 sociétés de production en Allemagne, Scandinavie, Grande-Bretagne et aux États-Unis. La distribution de toutes les productions est effectuée via Red Arrow International. |
| - ProSiebenSat.1 TV Allemagne - ProSiebenSat.1 Pay-TV - SevenPictures Film - SevenOne Media - SevenOne Media Suisse (Commercialisation et programmes locaux) - ProSiebenSat.1Puls4 - SevenOne AdFactory - ProSiebenSat.1 Production - ProSiebenSat.1 Applications                                                                                       | - 7Travel - 7Commerce - SevenVentures - ProSiebenSat.1 Accelerator - Starwatch Entertainment - Magic Internet Holding - MyVideo - Ampya - Maxdome | - Red Arrow Entertainment Group (de) - Studio 71 - RedSeven Entertainment - Red Arrow International - Snowman Productions - CPL Produktions - Nerd TV - Autres investissements |

### Internet
Le 19 mars 2015, ProSiebenSat.1 Media SE regroupe ses différents investissements dans le commerce en ligne sous l'appellation ProSiebenSat.1 Commerce GmbH (7Commerce).
| Investissements (par catégorie)              | Investissements (par catégorie) | Investissements (par catégorie) | Investissements (par catégorie) | Investissements (par catégorie) |
| Beauté & Accessoires                         | Voyage (7Travel GmbH) | Maison & Habitation             | Mode & Lifestyle                | Marketplaces & autres investissements |
| -------------------------------------------- | --- | ------------------------------- | ------------------------------- | --- |
| - Brille24.de - Amorelie - Flaconi - Valmano | - SilverTours GmbH - Billiger-mietwagen.de - Carigami.fr - Camperdays.de - MyDays Holding - Tropo - Weg.de - wetter.com AG - DISCAVO | - moebel.de                     | - Stylight - Gymondo            | - 12Auto Group (autoplenum.de, 12auto.de, 12autodeal.de, 12autowerkstatt.de, 12mietwagen.de, 12neuwagen.de, 12gebrauchtwagen.de) - Outstore - Preis24 - Verivox |